# 時生
『時生』（トキオ）は、日本の作家東野圭吾のSFファンタジー小説。2002年7月に『トキオ』の題名で講談社から単行本が刊行され、講談社文庫版が2005年8月に刊行された際に改題された。

## 概要
舞台は1970年代の日本。どうしようもない若者だった主人公が、謎多き少年と出会い、行方を消した恋人を追う姿を描いた作品。様々な人との出会いをきっかけに自らの人生と向き合い、人間として成長を遂げていく主人公の姿を通して、生きる事の希望と親子の愛が描かれている。また物語の中ではKDD事件や日本坂トンネル火災事故がモチーフとして扱われており、作品を構成する重要な要素となっている。

## あらすじ
宮本拓実はろくに働きもしない無頼の若者で、その日暮らしの生活を送っていた。ある日、拓実は花やしきで自らを「トキオ」と名乗る不思議な少年と出会う。身寄りのないトキオのことをなぜか他人のように思えない拓実は、自身の住むアパートにトキオを居候させることになる。
拓実には千鶴という恋人がいた。千鶴は実家の貧しさゆえに夢を諦めスナックで働いて生計を立てていたが、拓実は金に困るたび、そんな千鶴に金をたかっていた。それでも千鶴は拓実との将来を夢見て、トキオにも優しく接していた。
そんなある日、千鶴が突然姿を消してしまう。部屋の置き手紙には拓実への別れの言葉が残されていたが、一方的な破局に拓実は納得がいかない。やがてイシハラと名乗る不気味な男が千鶴を探している事を知り、彼女が大きな事件に巻き込まれていると感じた拓実は、トキオとともに彼女を探し始める。

## 書誌情報
- 単行本：『トキオ』、2002年7月19日発売[1]、講談社、ISBN 978-4-06-211327-4
- 文庫発売：『時生』、2005年8月11日発売[2]、講談社文庫、ISBN 978-4-06-275166-7
- 文庫本新装版：『時生』、2021年11月16日発売[3]、講談社文庫 、ISBN 978-4-06-526313-6

## キャッチコピー
- あの子に訊きたい。生まれてきてよかった?
- 明日だけが未来じゃない
- 悩む妻に夫が語る、過去からの伝言

## テレビドラマ
『トキオ 父への伝言』（トキオ ちちへのでんごん）のタイトルでテレビドラマ化され、2004年8月30日から9月30日までNHK夜の連続ドラマ（23時）の枠で放送された。全20回。
2004年から25年前に当たる1979年にタイムスリップした拓実（国分太一）の息子・トキオ（櫻井翔）が、25年前の拓実（国分）の恋人であった千鶴（富田靖子）を探し、列島縦断の旅に出て、25年前の拓実とトキオが共に1979年の世界で生活をしていきながら、25年前の拓実の成長していく姿を描く。脚本は福田靖。

### 出演者
- 宮本拓実〔25歳／50歳〕：国分太一（TOKIO）

#### 1979年
- 宮本時生（トキオ）〔19歳〕：櫻井翔（嵐）：拓実の息子
- 早瀬千鶴〔27歳〕：富田靖子：25年前の拓実の恋人
- 岡部竜夫：正名僕蔵：千鶴と共に失踪した男
- イシハラユウジロウ：伊武雅刀：謎の男
- 日吉譲：佐藤二朗：イシハラの子分
- 徳永達也：菊池均也：イシハラの子分
- 柿沢巧（爪塚夢作男）：春田純一：拓実の父
- 東條須美子：風吹ジュン：拓実の母
- 篠塚麗子：大河内奈々子：大学生、後の拓実の妻

##### 大阪編
- 坂田竹美〔24歳〕：保田圭：千鶴の友人
- 坂田清美〔44歳〕：山村紅葉：竹美の母
- 鈴木知子：みれいゆ：竹美のバンド仲間
- 河原かずえ：桂亜沙美：竹美のバンド仲間
- 松井美紀：川崎真央：竹美のバンド仲間
- 大下テツオ：小市慢太郎：ホルモン焼き屋
- 荒川善次郎：曽我廼家文童：質屋
- 麻岡たつ：岩崎加根子：須美子の母

#### 2004年
- 坪内謙介〔52歳〕：片岡鶴太郎：トキオの主治医
- 小島今日子〔40歳〕：高橋ひとみ：看護師
- 田村早智〔25歳〕：井上和香：看護師
- 板野康平：東根作寿英：拓実の部下
- 占い師：不破万作

### 音楽
- 主題歌：大塚愛『大好きだよ。』

### DVD
- トキオ 父への伝言（NHKエンタープライズ21、2005年4月22日）